# 2014 FH72
2014 FH72 est un objet transneptunien de la famille des objets épars, ayant un diamètre estimé à environ 160 km.